# Thedavur
Thedavur es una ciudad y nagar Panchayat situada en el distrito de Salem en el estado de Tamil Nadu (India). Su población es de 8230 habitantes (2011).

## Demografía
Según el censo de 2011 la población de Thedavur era de 8230 habitantes, de los cuales 4158 eran hombres y 4072 eran mujeres. Thedavur tiene una tasa media de alfabetización del 69,84%, inferior a la media estatal del 80,09%: la alfabetización masculina es del 78,94%, y la alfabetización femenina del 60,63%.